# (6772) 1988 BG4
(6772) 1988 BG4 (1988 BG4, 1986 RX11, 1990 HL2) — астероїд головного поясу, відкритий 20 січня 1988 року.
Тіссеранів параметр щодо Юпітера — 3,323.